# Doc Blanchard

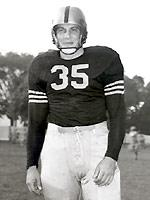
Doc Blanchard

Doc Blanchard (eigentlich Felix Anthony Blanchard; * 11. Dezember 1924 in McColl, South Carolina; † 19. April 2009 in Bulverde, Texas) war ein US-amerikanischer American-Football-Spieler auf der Position des Fullbacks. Er spielte für die Mannschaft der US Army. Zusammen mit Glenn Davis („Mr. Outside“) bildete Blanchard („Mr. Inside“) das Rückgrat der Army-Mannschaft, die 1944 bis 1946 drei Meisterschaften in Serie gewann. 1945 wurde Blanchard mit der Heisman Trophy ausgezeichnet. Er ist seit 1959 Mitglied in der College Football Hall of Fame.